# Kombe (peuple)
Pour les articles homonymes, voir Kombé.
Kômbê est en même temps une fôrêt sacrée du côté de Bouraka, et un peuple, les Kômbê (Bakômbê, Wakômbê qui signifient ceux de Kômbê) sont une population du Cameroun vivant dans l'ouest de la Région du Centre, dans la vallée du Mbam, notamment dans le Département du Mbam-et-Kim, dans quelques villages de l'Arrondissement de Mbangassina, tels que Boura I, Boura II ou Bialanguena. Leur nombre a été estimé à un millier dans les années 1980. Ils sont proches des Tsinga.
Il existe deux Kômbê : 
Kômbê râ Idua Ngüina (Kômbê de Idua Ngüina) qui comprend les villages Boura I; Boura II et Bialanguena dans l'Arrondissement de Bangassina,
Kômbê râ Ndongo Ikēr (Kômbê de Ndongo Ikēr); qui se trouve dans l'Arrondissement de Ngoro
Ils parlent le kômbê (tukombe), une variante du tuki.
Wakômbê ont presque les mêmes pratiques culturelles que tous waki (peuples uki)